# Sân bay quốc tế Daegu
Sân bay quốc tế Daegu (Hangul: 대구국제공항; Hanja: 大邱國際空港; Revised Romanization: Daegu Gukje Gonghang; McCune-Reischauer: Taegu Kukche Konghang) (IATA: TAE, ICAO: RKTN) đầu tiên là một sân bay nội địa ở thành phố Daegu, Hàn Quốc. Asiana Airlines và Korean Air cung cấp các chuyến bay quốc tế đến Trung Quốc, Bangkok, và các chuyến bay thuê bao đến Fukuoka và Manila.

## Các tuyến bay và các hãng hàng không hoạt động
- Air China (Bắc Kinh)
- Air Busan (Đà Nẵng)
- Air Philippines (Manila)
- Asiana Airlines (Jeju, Seoul-Incheon, Thượng Hải-Phú Đông)
- China Eastern Airlines (Thượng Hải-Phú Đông)
- China Southern Airlines (Shenyang)
- Hong Kong Airlines (Hong Kong)
- Korean Air (Bangkok-Suvarnabhumi,Bắc Kinh, Jeju, Seoul-Incheon)
- Shandong Airlines (Qingdao)
- Sichuan Airlines (Quảng Châu)
- TransAsia Airways (Taipei-Taiwan Taoyuan)
- T'way Airlines (Đà Nẵng)
- Yeongnam Air (Jeju)
- VietJet Air ( Đà Nẵng; Thuê chuyến: Đà Lạt)

## Các hãng hàng không từng hoạt động ở đây
- Hainan Airlines (Sanya)
- Philippine Airlines (Manila)
- PMTair (Siem Reap)
- Vietnam Airlines (Hà Nội)